# Gelis
Gelis är ett släkte av steklar som beskrevs av Carl Peter Thunberg 1827. Gelis ingår i familjen brokparasitsteklar.

## Bildgalleri

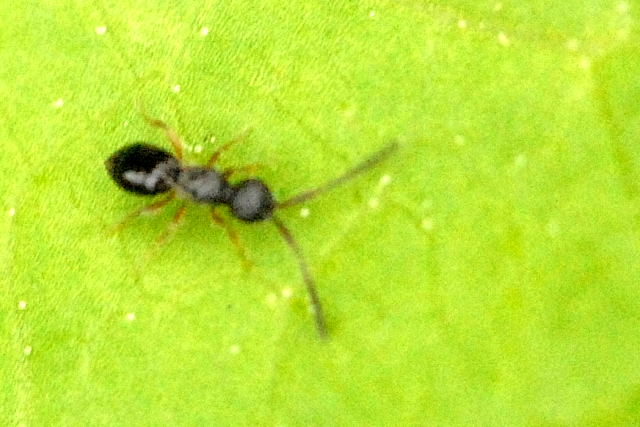

## Dottertaxa tillGelis, i alfabetisk ordning[1][2]
- Gelis abortivus
- Gelis acarorum
- Gelis aciculatus
- Gelis adili
- Gelis agilis
- Gelis alator
- Gelis albanicus
- Gelis albicinctoides
- Gelis albicinctus
- Gelis albipalpus
- Gelis albopilosus
- Gelis alegininus
- Gelis algericus
- Gelis alogus
- Gelis alopecosae
- Gelis alpinus
- Gelis alpivagus
- Gelis alternatus
- Gelis anataelianus
- Gelis anatolicus
- Gelis aneichi
- Gelis annulatus
- Gelis anthracinus
- Gelis apantelicidus
- Gelis apantelis
- Gelis aponius
- Gelis apterus
- Gelis araneator
- Gelis areator
- Gelis areolatus
- Gelis ariamus
- Gelis asozanus
- Gelis asperatus
- Gelis athracinus
- Gelis atratus
- Gelis austriacus
- Gelis avarus
- Gelis balcanicus
- Gelis balteatus
- Gelis belfragei
- Gelis bellicus
- Gelis bicolor
- Gelis bicoloratus
- Gelis birkmani
- Gelis brassicae
- Gelis brevicauda
- Gelis brevis
- Gelis brevistylus
- Gelis brevithorax
- Gelis bruesii
- Gelis brunneellus
- Gelis californicus
- Gelis campbellensis
- Gelis canadensis
- Gelis canariensis
- Gelis carbonarius
- Gelis caudator
- Gelis caudatulus
- Gelis caudatus
- Gelis cayennator
- Gelis cinctus
- Gelis circumdatus
- Gelis claviventris
- Gelis cockerelli
- Gelis coloradensis
- Gelis columbianus
- Gelis compactus
- Gelis constantineanui
- Gelis crassulus
- Gelis cursitans
- Gelis curvicauda
- Gelis cushmani
- Gelis cyanurus
- Gelis davidsonii
- Gelis debilis
- Gelis declivis
- Gelis delicatus
- Gelis delumbis
- Gelis dendrolimi
- Gelis difficilis
- Gelis dimidiativentris
- Gelis discedens
- Gelis dispar
- Gelis divaricatus
- Gelis drassi
- Gelis edentatus
- Gelis elongatus
- Gelis elymi
- Gelis escalerai
- Gelis exareolatus
- Gelis excellens
- Gelis fabularis
- Gelis falcatus
- Gelis fallax
- Gelis fasciitinctus
- Gelis fenestralis
- Gelis ferruginosus
- Gelis festinans
- Gelis formicarius
- Gelis forticornis
- Gelis fortificator
- Gelis fortunatus
- Gelis fossae
- Gelis foveatus
- Gelis fumipennis
- Gelis fuscicorniformis
- Gelis fuscicornis
- Gelis gallicator
- Gelis gelechiae
- Gelis gibbifrons
- Gelis glacialis
- Gelis gracillimus
- Gelis habilis
- Gelis hammari
- Gelis hebraicator
- Gelis heidenreichi
- Gelis helleni
- Gelis hispanicus
- Gelis hortensis
- Gelis hypsibatus
- Gelis inermis
- Gelis infumatus
- Gelis insolitus
- Gelis intermedius
- Gelis inustus
- Gelis inutilis
- Gelis karakurti
- Gelis keenii
- Gelis kiesenwetteri
- Gelis kukakensis
- Gelis kumamotensis
- Gelis latrodectiphagus
- Gelis leiradoi
- Gelis lemae
- Gelis leptogaster
- Gelis limbatus
- Gelis liparae
- Gelis longicauda
- Gelis longipes
- Gelis longistylus
- Gelis longulus
- Gelis lucidulus
- Gelis lymensis
- Gelis macer
- Gelis macroptera
- Gelis maculatus
- Gelis maderi
- Gelis maesticolor
- Gelis mangeri
- Gelis manni
- Gelis margaritae
- Gelis marikovskii
- Gelis maruyamensis
- Gelis meabilis
- Gelis meigenii
- Gelis melampus
- Gelis melanocephalus
- Gelis melanogaster
- Gelis melanogonus
- Gelis melanophorus
- Gelis merceti
- Gelis merops
- Gelis meuseli
- Gelis micariae
- Gelis micrurus
- Gelis minimus
- Gelis mitis
- Gelis monozonius
- Gelis mutillatus
- Gelis nahanojus
- Gelis napocai
- Gelis nigerrimus
- Gelis nigritulus
- Gelis nigriventris
- Gelis nigrofuscus
- Gelis nitidus
- Gelis nivariensis
- Gelis nocuus
- Gelis notabilis
- Gelis obesus
- Gelis obscuratus
- Gelis obscuripes
- Gelis obscurus
- Gelis operosus
- Gelis ornatulus
- Gelis ostarrichi
- Gelis ottawaensis
- Gelis pallipes
- Gelis pamirensis
- Gelis papaveris
- Gelis parens
- Gelis parfentjevi
- Gelis pauxillus
- Gelis pavlovskii
- Gelis pennsylvanicus
- Gelis perniciosus
- Gelis petraeus
- Gelis pettitii
- Gelis pezomachorum
- Gelis philpottii
- Gelis picipes
- Gelis piger
- Gelis pilosulus
- Gelis popofensis
- Gelis potteri
- Gelis povolnyi
- Gelis problematicus
- Gelis problemator
- Gelis prospectus
- Gelis prosthesimae
- Gelis proximus
- Gelis pulicarius
- Gelis pusillus
- Gelis rabidae
- Gelis ragusae
- Gelis recens
- Gelis robustus
- Gelis rotundiceps
- Gelis rotundiventris
- Gelis rubricollis
- Gelis ruficeps
- Gelis ruficornis
- Gelis rufipes
- Gelis rufogaster
- Gelis rufoniger
- Gelis rufotinctus
- Gelis rugifer
- Gelis sanguinipectus
- Gelis sapporoensis
- Gelis schizocosae
- Gelis scvarskii
- Gelis semirufus
- Gelis sessilis
- Gelis seyrigi
- Gelis shafae
- Gelis shawidaani
- Gelis shushae
- Gelis sibiricus
- Gelis solus
- Gelis speciosus
- Gelis spinula
- Gelis spiraculus
- Gelis spurius
- Gelis stanfordensis
- Gelis stevenii
- Gelis stigmaterus
- Gelis stigmaticus
- Gelis stigmatus
- Gelis stilatus
- Gelis striativentris
- Gelis stricklandi
- Gelis takadai
- Gelis tantillus
- Gelis taschenbergii
- Gelis tauriscus
- Gelis tenellus
- Gelis tenerifensis
- Gelis terribilis
- Gelis texanus
- Gelis thersites
- Gelis thomsoni
- Gelis thripites
- Gelis tibiator
- Gelis trux
- Gelis tubulosus
- Gelis turbator
- Gelis uniformis
- Gelis urbanus
- Gelis utahensis
- Gelis vagabundus
- Gelis vasiljevi
- Gelis venatorius
- Gelis westerhauseri
- Gelis wheeleri
- Gelis viduus
- Gelis virginiensis
- Gelis vulnerans
- Gelis yakutatensis
- Gelis zeirapherator